# Биой Касарес, Адольфо
Адо́льфо Био́й Каса́рес (исп. Adolfo Bioy Casares; 15 сентября 1914, Буэнос-Айрес — 8 марта 1999, там же) — аргентинский писатель, который в своих произведениях стремился гармонично сочетать фантастику и реализм.

## Биография
Биой Касарес родился в богатой буржуазной семье ирландского происхождения, где поощрялись занятия литературой. Первый рассказ он написал в возрасте 11 лет для двоюродной сестры, в которую был влюблен. В 14 лет Касарес сочинил первый детективный рассказ с элементами фантастики.
В 1932 году на вилле Виктории Окампо происходит его встреча с Хорхе Луисом Борхесом, которая переросла в многолетнюю дружбу. Спустя два года Биой Касарес бросил учёбу и посвятил себя исключительно писательскому труду. В 1940 году вышло в свет наиболее известное произведение Биой Касареса — «Изобретение Мореля», породившее множество подражаний в литературе и кино.
В 1942 году совместно с Борхесом Касарес выпускает сборник детективных рассказов «Шесть задач для дона Исидоро Пароди». Через четыре года выходит ещё один совместный сборник — «Две памятные фантазии». Обе книги опубликованы под псевдонимом Бустос Домек. К тому же времени относятся и самостоятельные опыты Биой Касареса в детективном жанре, среди которых наиболее известна новелла «Коварный снег» (1944).
В 1954 году Биой Касарес публикует роман «Сон героев». В 1967 году Борхес и Касарес издают сборник пародийных рассказов «Хроники Бустоса Домека». Международный успех сопутствовал роману «Дневник войны со свиньями» (1969), по которому Леопольдо Торре Нильссоном был поставлен фильм. В 1973 году издан роман «Уснувший на солнце».
В 1940 году Биой Касарес женился на писательнице Сильвине Окампо (1903—1993), которая в 1954 году удочерила его внебрачную дочь Марту (погибла в 1994 году в аварии, через три недели после смерти Сильвины). Биой Касарес пережил Сильвину и Борхеса. Похоронен на кладбище Реколета.

## Признание
- Кавалер Ордена Почётного легиона.
- Лауреат премии Сервантеса (1990).

## Публикации
- La invención de Morel / Изобретение Мореля (1940)
- Plan de evasión / План побега (1945)
- El sueño de los héroes / Сон героев (1954)
- Diario de la guerra del cerdo / Дневник войны со свиньями (1969)
- Dormir al Sol / Сон на солнце (1973)
- La aventura de un fotógrafo en La Plata / Приключения фотографа в Ла-Плате (1985)
- Un campeón disparejo / Непостоянство чемпиона (1993)
- De un mundo al otro / Из одного мира в другой (1997)

### В соавторстве с Борхесом
- Seis problemas para don Isidro Parodi / Шесть задач для дона Исидро Пароди (1942)
- Dos fantasías memorables (1946)
- Un modelo para la muerte / Образцовое убийство (1946)
- Libro del cielo y del infierno / Книга Рая и Ада (1960)
- Crónicas de Bustos Domecq / Хроники Бустоса Домека (1967)
- Nuevos cuentos de Bustos Domecq / Новые рассказы Бустоса Домека (1977)

### В соавторстве с С. Окампо
- Los que aman, odian / Ненависть любви (1946)